# Emilio Pérez Touriño
Emilio Pérez Touriño (La Coruña, 8 agosto 1948) è un politico spagnolo.
È stato presidente della Xunta de Galicia (giunta della Galizia) tra il 2005 e il 2009 e segretario del Partito Socialista della Galizia (PSdeG-PSOE), ovvero la federazione del Partito Socialista Operaio Spagnolo (PSOE) della Galizia, dal 1988 fino al 4 marzo 2009, quando ha dato le dimissioni a seguito della perdita della presidenza della Xunta de Galicia. La sua linea politica e di pensiero è galizianista, federalista e socialdemocratica. È sposato e ha due figli.

## Biografia
Ha studiato specializzazione presso l'Istituto di ricerca e sviluppo presso l'Università di Grenoble in Francia. Ha conseguito un dottorato in economia ed è tuttora professore presso l'Università di Santiago di Compostela, dove è stato vice cancelliere per gli affari economici.
Touriño è anche autore di numerosi studi sui temi dello sviluppo regionale e l'economia agricola nell'ambito dell'Unione europea. Premio Nazionale per e pubblicazioni agrarie, Perez Touriño ha anche condotto studi e pubblicazioni in materia di infrastrutture e crescita economica della Galizia.
Durante la transizione democratica fu dirigente studente e attivo militante della sinistra, prima tra le file della Bandiera rossa e poi del Partito Comunista di Spagna (PCE). Partecipò direttamente al processo dello Statuto per l'Autonomia della Galizia del 1981 e ai Patti dell'Ostello, che lo resero possibile.
Entrò in politica sotto l'ala di Abel Ramón Caballero Álvarez quando questi era ministro dei trasporti, delle comunicazioni e del turismo. Fu prima Capo di Stato Maggiore del suo gabinetto e l'allora segretario generale del Ministero per le Opere Pubbliche.
Nel 1994, Luis Roldán, lo accusò di concussione sulle commissioni, così rinunciò alla carica politica, proclamandosi sempre e comunque estraneo alla vicenda. Tornò a esercitare come docente per due anni, finché nel 1998 sostituì Francisco Vázquez come segretario generale del Partito Socialista della Galizia, il PSdeG-PSOE.
In seguito alle elezioni galiziane del 2005, i cui risultati gli permisero di condurre un governo di coalizione con il Blocco Nazionalista Galiziano, divenne Presidente della Giunta della Galizia il 2 agosto 2005, dopo 15 anni di governo di centro destra con Manuel Fraga Iribarne.
Venne poi rieletto Segretario Generale del PSdeG-PSOE il 26 giugno 2008.

## Elezioni al Parlamento della Galizia del 2009
Nelle elezioni galiziane del 1º marzo 2009 Touriño si candidò come presidente della Giunta della Galizia, occasione in cui il Partito Popolare recuperò nuovamente la maggioranza assoluta. Di conseguenza, presentò, il giorno successivo, le dimissioni come segretario generale del PSdeG-PSOE.

## Pubblicazioni accademiche
- 1982: "A Evolución da agricultura no capitalismo: a concepción dos clásicos do marxismo como paradigma dunha visión determinista do desenvolvemento histórico", en Revista galega de estudios agrarios, no. 6, p. 183-207.
- 1983: Agricultura y capitalismo: análisis de la pequeña producción campesina. Ministerio de Agricultura, Pesca y Alimentación, Servicio de Publicaciones Agrarias, Madrid.
- 1992: "Las infraestructuras como factor de despegue del desarrollo gallego", en Estructura económica de Galicia, González Laxe [dir]. Espasa Calpe, Madrid, p. 429-488.
- 1997: Infraestructuras y desarrollo regional: efectos económicos de la autopista del Atlántico. Civitas, Madrid.
- 1998: Los Efectos económicos de las autovías de Galicia. Instituto de Estudios Económicos de Galicia Pedro Barrié de la Maza, La Coruña.
- 2001: En clave de país. Santa Comba, La Coruña.
- 2001: "Eurorrexión Galicia-Norte de Portugal, unha oportunidade e un reto", en Tempo exterior, no. 3, p. 17-22.